# 九老同盟ストライキ
九老同盟ストライキ（くろ どうめいストライキ）は、韓国の首都であるソウル特別市九老区の工業団地に立地していた工場に勤務する労働者が参加した民主労組による大規模ストライキの名称で、1985年6月に発生した。
　

## 背景
1980年代半ば、九老工業団地地域には海外輸出の軽工業製品を生産する工場が多数立地しており、多くの従業員が勤務していた。しかし、従業員は低賃金・長時間労働を強いられた上、管理職との差別待遇が激しかった。こうした中、1983年末から始まった国民融和措置により韓国の労働運動は新たな局面を迎え、非制度圏の団体が相次いで結成、労働争議が活発化した。また少なくない大学生や知識人は学歴を偽って就業（偽装就業）して労働者を組織するようになった。そして九老工業団地地域でも、当局や事業者の弾圧をはねのけ大宇アパレルや大韓マイクロ、加里峰電子、鮮一繊維、暁星物産などで民主労組結成に成功した。しかし當時の全斗煥政権は、中心的な民主労組幹部ブラックリストを作成して就業を妨害するなど民主労組運動を弾圧する姿勢を強めた。

## 同盟ストライキ
1985年6月22日、警察は九老地域の中心労組であった大宇アパレル労組の委員長であった金俊容など3名を、4月末の賃上げ交渉の際に徹夜で籠城を行ったという理由で逮捕した。逮捕に抗議して大宇アパレル労組の組合員は24日からストライキを開始した。そして大宇アパレル労組に続き、暁星物産・加里峰電子・鮮一の各労組もストライキに突入した。25日には、南星電気・セジン電子・ロームコリアの各労組が、28日には富興社労組もストライキに突入した。こうした中、6月26日には同盟ストライキを支援する労働者や学生及び在野団体が街頭デモを展開し、籠城解散命令が出されると学生10名あまりが屋根を乗り越えてアパレル労組の籠城に合流した。
警察や事業者による弾圧で脱落者も出る中で籠城は続けられていたが、29日午前8時、大宇アパレル側は暴力団と私服警官を動員して籠城現場に突入し、労働者の座り込みを強制解散させた。六日間にわたって展開された同盟ストライキに参加した労働者は延べ10労組2500名余りに達し、43名が拘束、不拘束立件38名、拘留7名、700名余りの労働者が解雇と強制退職をさせられた。

## 特徴と意義
九老同盟ストライキは、朝鮮戦争以降の韓国における初めての同盟ストライキであった。またストライキでは賃金引き上げや労働時間短縮など従来の経済的要求から拘束者の釈放や労組弾圧中止など政治的要求を掲げたという点で、政治的意味合いが強いものとなった。そして労働運動を弾圧する軍事政権と戦うためには、経済的要求のみならず政治闘争が必要であるとの認識を労働者たちに植え付け、労学連帯の強力な枠組みを構築することにつながった。
同盟ストライキから2カ月後の8月には、同盟ストライキで解雇された労働者グループの「九老地域労働民主化推進委員会」など4団体が参加し、労働者階級の政治闘争を推進するための労働者組織「ソウル労働組合連合」（ソ労連）が発足した。